# Marie van Mecklenburg-Schwerin

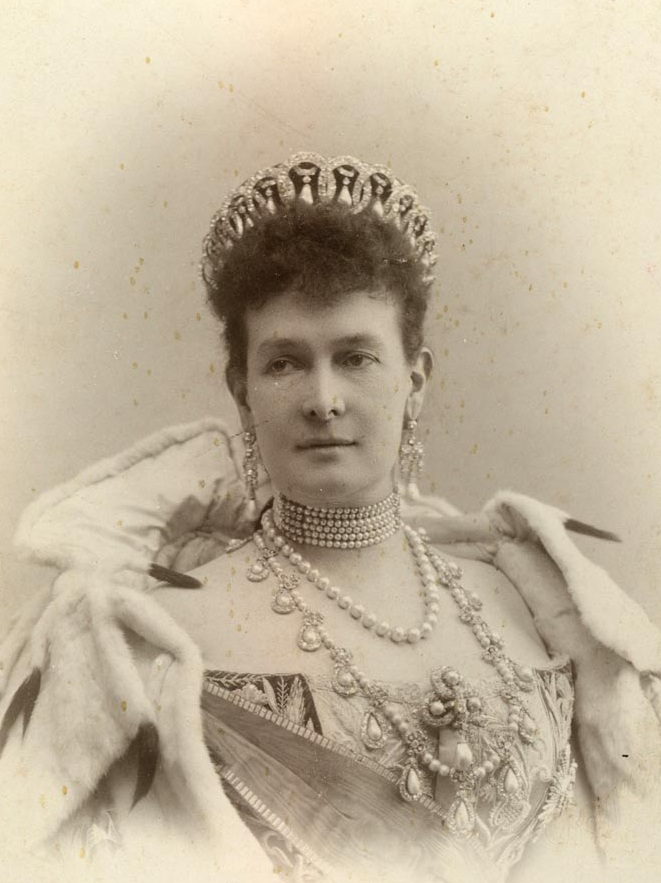
Marie van Mecklenburg-Schwerin

Marie Alexandrine Elisabeth Eleonore van Mecklenburg-Schwerin (Ludwigslust, 14 mei 1854 – Contrexéville, 6 september 1920), na haar huwelijk Maria Paulovna (Russisch: Мария Павловна), was de dochter van Frederik Frans II van Mecklenburg-Schwerin diens eerste vrouw Auguste van Reuß-Schleitz-Köstritz. Binnen haar familie werd ze "Miechen" genoemd. Zij was een oudere halfzuster van de Nederlandse prins-gemaal Hendrik.

## Huwelijk en gezin
Marie trouwde op 28 augustus 1874 met grootvorst Vladimir Aleksandrovitsj van Rusland (1847-1909), de derde zoon van tsaar Alexander II van Rusland en Marie van Hessen-Darmstadt. Na haar huwelijk kreeg ze de naam "Maria Paulowna" en de titel "grootvorstin van Rusland". Later in haar leven bekeerde ze zich tot de Russisch-orthodoxe Kerk.
Marie en Vladimir kregen vier zonen en een dochter:
- Alexander Vladimirovitsj (1875-1877)
- Kirill Vladimirovitsj (1876-1938), gehuwd met Victoria Melita van Saksen-Coburg en Gotha, de dochter van Alfred van Saksen-Coburg en Gotha
- Boris Vladimirovitsj (1877-1943)
- Andrej Vladimirovitsj (1879-1956)
- Helena Vladimirovna (1882-1957), gehuwd met prins Nicolaas van Griekenland en Denemarken, de derde zoon van George I van Griekenland

## Aan het hoofd van de society

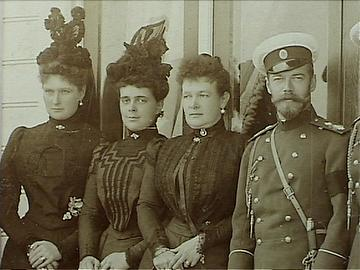
Romanovs in rouw verenigd, na het overlijden van Grootvorst Georgi, jongere broer van de tsaar. Van links naar rechts: Tsarina Alexandra, Grootvorstin Helena, Marie en tsaar Nicolaas II

Maria Paulowna stond aan het hoofd van de Russische society. Alle bekende artiesten van die tijd kwamen regelmatig op het paleis van de President van de Academie van Schone Kunsten, een functie die Maria na de dood van haar echtgenoot had overgenomen. Ze oefende via haar briefwisseling invloed uit op verschillende staatsmannen en auteurs in Europa en de Verenigde Staten. Ze organiseerde rond kersttijd veel liefdadigheidsbazaars, die het evenement van het seizoen waren. De gehele adel van Sint-Petersburg verzamelde zich rondom Maria in de hoop een goede positie in de society te bemachtigen. Zolang ze genoeg geld schonken aan haar liefdadigheidsinstellingen, nodigde Maria hen uit op de verschillende recepties en feesten op haar paleis.
Tsarina Alexandra Fjodorovna was ontzettend jaloers op de positie van Maria Paulowna in de society van Sint-Petersburg; haar hof werd totaal overschaduwd door dat van haar tante. Toen de tsarina net gekroond was, had Maria Alexandra aangeboden haar de weg te wijzen in de Russische society. De tsarina was hier niet op ingegaan en Maria had zich afgewezen gevoeld. Sindsdien is de verhouding tussen het keizerlijk hof en de hofhouding rond grootvorst Vladimir gespannen gebleven. De tsarina trok zich steeds verder terug uit de society, terwijl Maria haar hof liet schitteren. De problemen die haar kinderen veroorzaakten door voorgenomen ongewenste huwelijken verergerden de situatie alleen maar. 
De relatie tussen Maria, haar echtgenoot en het tsaristische paar was dus niet bepaald vriendschappelijk. Maria stond op vijandige voet met de tsarina en Vladimir had een conflict met de tsaar.